# عائشة بنت فيصل
عائشة بنت فيصل (27 مارس 1997) هي ابنة الأمير فيصل بن الحسين والأميرة عالية الطباع، وعمها الملك عبد الله الثاني ملك الأردن. وهي الشقيقة الصغرى للأميرة آية والأمير عمر، وتوأم الأميرة سارة. 

## حياتها
حصلت على درجة البكالوريوس مع مرتبة الشرف في تخصص علم الجريمة من جامعة وستمنستر، ودرجة الماجستير في القانون باختصاصات الدين والقانون والمجتمع من ذات الجامعة.
في عام 2020 انضمت الأميرة عائشة إلى هيئة “أجيال السلام” وهي مؤسسة غير ربحية عالمية تسعى إلى ترسيخ ثقافة السلام في العالم، أسسها والدها الأمير فيصل عام 2007. تعمل الأميرة عائشة تحت مسمى منسقة البحوث والتعليم والتوعية، وتتمثل مهامها في تنسيق الأنشطة المتعلقة بالبحوث والتعليم والتوعية التي ينفذها معهد أجيال السلام، كما تساهم في دعم التخطيط وإعداد الدورات التدريبية وورش العمل والحفاظ على الشراكة مع المؤسسات والمراكز والمنظمات الأكاديمية والبحثية.